# Bella de Amichi
Bella de Amichi, apodo de Isabella de Amichi (fl. 1245-1282), fue una nodriza y dama de compañía de la reina Constanza II de Sicilia, esposa de Ricardo de Lauria y madre del almirante Roger de Lauria, a quien promovió dentro de la corte aragonesa. Mujer sabia, educadora y amiga fiel de la reina Constanza.

## Biografía
Bella de Amichi, perteneciente a la pequeña nobleza calabresa, fue la nodriza y mujer de confianza de la reina Constanza II de Sicilia. Cuidó de Constanza, hija del rey Manfredo de Sicilia y de Beatriz de Saboya, desde el día de su nacimiento.
Bella llegó a Cataluña procedente de la corte napolitana, con la entonces princesa Constanza y con su hijo Roger, dos años más joven que Constanza II de Sicilia. El papel que desarrolló Bella de Amichi como dama de compañía fue mucho más allá del que se consideraba normal entonces, debido a la orfandad materna de la princesa. Bella no solamente servía a Constanza, sino que la quería y la educó como si fuera su propia hija. El linaje de reina en la Edad Media comportaba, a menudo, casarse por razones de estado, separarse de la familia y abandonar el país natal, y vivir siempre vigilada. No obstante, en este caso, Constanza de Sicilia tuvo la gran suerte de tenerla a ella, una persona de confianza que la ayudó y la quiso como una madre.
En 1262, cuando la princesa de Sicilia tenía solo 13 años, se casó con el futuro Pedro III de Aragón. Manfredo de Sicilia, padre de Constanza, se encargó de tramitar la boda y Bella fue la encargada de organizar y gestionar el entorno de la joven reina, asignándole cuatro siervas y una mula. Se sabe que movió cielo y tierra para ayudarla a quedarse embarazada, buscando ayuda médica y divina. Años más tarde, Bella vivió el nacimiento de los hijos de Constanza —Alfonso, Jaime, Isabel, Federico, Violante y Pedro—, sufrieron juntas las ausencias de los maridos y estuvieron juntas cuando el rey nombró almirante a su hijo Roger de Lauria. Bella siguió al lado de la reina durante años y navegó con ella hasta Sicilia. Así pues, cabe destacar este vínculo maternal que mantenían reina y nodriza, así como la proximidad y cordialidad entre ellas durante toda la vida de la reina.
El mismo Pedro III de Aragón, cuando nombró almirante a Roger de Lauria, recordó los buenos servicios de su madre, diciéndole: «Roger, doña Bella, vuestra madre, ha bien servido a nuestra reina y esposa, y vos habéis crecido con nos». La personalidad y la fidelidad de Bella también fue alabada por Ramón Muntaner, en su crónica, cuando nos habla de la madre de Roger de Lauria como una mujer sabia y fiel nodriza de la reina: «Doña Bella que crió a la dicha reina doña Constanza, y que con ella vino a Cataluña, era muy sabia y buena mujer y no abandonó mientras vivió a la reina». No se sabe cuándo falleció Bella de Amichi, pero ha quedado para la historia su relación con Constanza, y la ternura que tenía para su hijo Roger, así como las palabras de Ramón Muntaner en su crónica, donde la describió como una «sabia y buena mujer».

## Roger de Lauria
Roger de Lauria, hijo de Bella de Amichi, heredó el nombre del pueblo de su padre como apellido. Este fue educado en las armas, entre los caballeros del infante Pedro y fue nombrado almirante real por el rey Pedro III de Aragón. La crónica también relata que, cuando luchaba en aguas sicilianas, se enteró de la llegada de la reina a la isla con sus hijos y, «cuando hubo hecho la reverencia a la reina, fue a besar la mano de Bella, su madre; y la madre lo besó más de diez veces llorando de alegría, tán estrechamente lo tenía abrazado que no se podía tolerar… Después, con permiso de la reina y de la madre, el almirante fue a su posada donde recibió una gran fiesta».